# 李芳至
李芳至（1997年9月20日—），台灣男子羽球選手，其雙胞胎哥哥李芳任同為羽球選手。

## 簡歷
李芳至兄弟在國小時只把羽球當作興趣，直到上了國中後才下定決心要把羽球打好。兄弟倆在國中時期各自與其他人搭配雙打，李芳至還兼任單打；到升上斗南高中後，兩人才正式搭檔。
2016年9月，李芳至參加雪梨羽毛球國際賽，與李芳任合作擊敗韓國組合，贏得兩人搭配的首座國際賽冠軍。

## 主要比賽成績
只列出曾進入準決賽的國際賽事成績：
| 年份   | 賽事                         | 公開賽級別 | 項目     | 搭檔   | 成績   |
| ------ | ---------------------------- | ---------- | -------- | ------ | ------ |
| 2016年 | 雪梨羽毛球國際賽             | 國際系列賽 | 男子雙打 | 李芳任 | 冠軍   |
| 2016年 | 雪梨羽毛球國際賽             | 國際系列賽 | 混合雙打 | 宋碩芸 | 準決賽 |
| 2018年 | 世界大学生羽毛球锦标赛       | 其他       | 混合團體 | －     | 季軍   |
| 2019年 | 葡萄牙羽毛球國際賽           | 國際系列賽 | 男子雙打 | 柏禮維 | 準決賽 |
| 2019年 | 奧爾良羽毛球大師賽           | 超級100賽  | 男子雙打 | 呂佳彬 | 準決賽 |
| 2019年 | 挪威羽毛球國際賽             | 國際系列賽 | 男子雙打 | 李芳任 | 冠軍   |
| 2019年 | 愛爾蘭羽毛球公開賽           | 國際挑戰賽 | 男子雙打 | 李芳任 | 準決賽 |
| 2022年 | 雪梨羽毛球國際賽             | 國際系列賽 | 男子雙打 | 李芳任 | 冠軍   |
| 2022年 | 本迪戈羽毛球國際賽           | 國際挑戰賽 | 男子雙打 | 李芳任 | 亞軍   |
| 2022年 | 北港羽毛球國際賽             | 國際挑戰賽 | 男子雙打 | 李芳任 | 亞軍   |
| 2022年 | 越南羽毛球國際系列賽         | 國際系列賽 | 男子雙打 | 李芳任 | 準決賽 |
| 2023年 | 西班牙馬德里羽毛球大師賽     | 超級300賽  | 男子雙打 | 李芳任 | 亞軍   |
| 2023年 | 塞班島羽毛球國際賽           | 國際挑戰賽 | 男子雙打 | 李芳任 | 冠軍   |
| 2023年 | 美國羽毛球公開賽             | 超級300賽  | 男子雙打 | 李芳任 | 亞軍   |
| 2023年 | 夏季世界大學運動會羽毛球比賽 | 其他       | 混合團體 | －     | 金牌   |
| 2023年 | 夏季世界大學運動會羽毛球比賽 | 其他       | 男子雙打 | 柏禮維 | 銅牌   |
| 2023年 | 夏季世界大學運動會羽毛球比賽 | 其他       | 混合雙打 | 鄧淳薫 | 銀牌   |
| 2023年 | 韓國羽毛球大師賽             | 超級300賽  | 男子雙打 | 李芳任 | 準決賽 |
| 2024年 | 澳門羽毛球公開賽             | 超級300賽  | 男子雙打 | 李芳任 | 準決賽 |
| 2025年 | 瑞士羽毛球公開賽             | 超級300賽  | 男子雙打 | 李芳任 | 準決賽 |
| 2025年 | 加拿大羽毛球公開賽           | 超級300賽  | 男子雙打 | 李芳任 | 冠軍   |
| 2025年 | 澳門羽毛球公開賽             | 超級300賽  | 男子雙打 | 李芳任 | 準決賽 |

| 2007-2017年 | 首要超級賽 | 超級賽 | 黃金大獎賽 | 大獎賽 | 國際挑戰賽 | 國際系列賽 | 未來系列賽 | 其他 |

| 2018-2026年 | 總決賽 | 超級1000賽 | 超級750賽 | 超級500賽 | 超級300賽 | 超級100賽 | 國際挑戰賽 | 國際系列賽 | 未來系列賽 | 其他 |